# Xuân Cường
Xuân Cường (1955 - ) là nam đạo diễn điện ảnh và truyền hình người Việt Nam.

## Tiểu sử
Xuân Cường có tên đầy đủ là Nguyễn Xuân Cường, sinh ngày 7 tháng 4 năm 1955 tại Chợ Lớn, Sài Gòn. Sau khi tốt nghiệp Trường Quốc Gia Âm Nhạc Và Kịch Nghệ của Việt Nam Cộng hòa ông chủ yếu dàn dựng kịch sân khấu, sau đó chuyển sang làm trợ lý đạo diễn, phó đạo diễn điện ảnh tại Hãng phim Giải Phóng. Bộ phim điện ảnh Con gái ông Thứ trưởng là tác phẩm đầu tiên mà ông đạo diễn, cùng với Bùi Sơn Duân. Xuân Cường là đạo diễn của nhiều phim video trong thời kỳ phim mì ăn liền của thập niên 1990.
Năm 2006, ông đạo diễn bộ phim truyền hình Ngũ quái Sài Gòn, con trai ông là Xuân vy cũng tham gia với một vai nam chính. Năm 2007, bộ phim truyền Gọi giấc mơ về do ông đạo diễn cũng tạo nên cơn sốt với khán giả trẻ.
Năm 2008, Xuân Cường được mời thực hiện bộ phim truyền hình dài tập Cô nàng bất đắc dĩ, nhưng lúc này ông không thể tham gia vì đang cùng Hãng phim Giải Phóng đang thực hiện bộ phim truyền hình Sóng tình. Đến năm 2009, Cô nàng bất đắc dĩ thực hiện được 20 tập thì có sự bất đồng trong nội bộ nên đạo diễn, quay phim và một số diễn viên đã rút lui. Xuân Cường được mời làm đạo diễn 130 tập còn lại, lúc này ông đang hoàn tất phim truyền hình Hạnh phúc có thật.
Xuân Cường là Ủy viên ban chấp hành Hội Điện ảnh Thành phố Hồ Chí Minh, ông từng là thành viên Giám khảo cuộc thi Ngôi sao điện ảnh triển vọng 2010 và Trưởng ban Giám khảo cuộc thi Gương mặt sân khấu điện ảnh triển vọng 2024.

## Tác phẩm

### Phim điện ảnh
| Năm       | Tựa đề                 | Đạo diễn          | Vai trò khác    | Chú thích |
| --------- | ---------------------- | ----------------- | --------------- | --------- |
| 1982-1987 | Ván bài lật ngửa       | Lê Hoàng Hoa      | Trợ lý đạo diễn |           |
| 1987      | Con gái ông Thứ trưởng | cùng Bùi Sơn Duân |                 |           |
| 1988      | Biệt thự Hoài Thu      |                   |                 |           |
| 1989      | Tất cả cùng say        |                   |                 |           |
| 1990      | Tôi với em             |                   |                 |           |
| 1997      | Nước mắt muộn màng     |                   |                 |           |
| 1992      | Pháp trường êm ả       |                   |                 |           |
| 1998      | Dũng Sài Gòn           |                   |                 |           |
| 2015      | Đường xuyên rừng       |                   |                 |           |
| 2023      | Phơi sáng              |                   |                 |           |

### Phim vieo
| Năm  | Tựa đề                    | Chú thích |
| ---- | ------------------------- | --------- |
| 1990 | Sơn thần thủy quái        |           |
| 1992 | Con sói trở về            |           |
| 1992 | Tỷ phú không tiền         |           |
| 1992 | Cánh hoa hoang dại        |           |
| 1992 | Thanh gươm để lại         |           |
| 1993 | Công tử Bạc Liêu          |           |
| 1993 | Trở lại tình đầu          |           |
| 1993 | Sắc hoa màu nhớ           |           |
| 1994 | Biển động                 |           |
| 1995 | Mặt trời đêm              |           |
| 1995 | Mùa săn máu               |           |
| 1996 | Cho thuê cuộc đời         |           |
| 1996 | Bóng đêm cuộc tình        |           |
| 1997 | Đôi mắt Thái tử Câu Na La |           |
| 1999 | Vầng trăng bị che khuất   |           |

### Phim truyền hình
| Năm  | Tựa đề                                          | Hình thức            | Đồng đạo diễn               | Chú thích |
| ---- | ----------------------------------------------- | -------------------- | --------------------------- | --------- |
| 1999 | Giã từ cát bụi                                  | Điện ảnh truyền hình |                             |           |
| 2000 | Nước mắt thơ ngây                               | Điện ảnh truyền hình |                             |           |
| 2001 | Bằng Lăng tím                                   | Điện ảnh truyền hình |                             |           |
| 2001 | Dòng sông vẫn trôi                              | Điện ảnh truyền hình |                             |           |
| 2001 | Cây Huê Xà                                      | Điện ảnh truyền hình |                             |           |
| 2003 | Một thời ngang dọc                              | Dài tập              |                             |           |
| 2005 | Cạm bẫy                                         | Ngắn tập             |                             |           |
| 2005 | Ngũ quái Sài Gòn                                | Dài tập              |                             |           |
| 2007 | Gọi giấc mơ về                                  | Dài tập              |                             |           |
| 2008 | Truy tìm dấu vết (Trinh thám Sài Gòn)           | Dài tập              |                             |           |
| 2008 | Tình yêu pha lê                                 | Dài tập              |                             |           |
| 2009 | Cô nàng bất đắc dĩ                              | Dài tập (từ tập 30)  | Hồng Ngân                   | [ 7 ]     |
| 2009 | Hạnh phúc có thật                               | Dài tập              |                             |           |
| 2009 | Sóng tình                                       | Dài tập              |                             |           |
| 2010 | Gia đình sóng gió                               | Dài tập              |                             |           |
| 2011 | Giải mã tình anh                                | Dài tập              |                             |           |
| 2011 | Đôi mắt ân tình                                 | Dài tập              | Quốc Hùng                   |           |
| 2011 | Dương cầm                                       | Dài tập              | Quốc Hùng                   |           |
| 2011 | Đường Hồ Chí Minh trên biển - Đoàn tàu không số | Dài tập              | Hồ Ngọc Xum, Đinh Thái Thụy |           |
| 2012 | Cao hơn bầu trời                                | Dài tập              |                             |           |
| 2012 | Tình yêu tìm lại                                | Dài tập              |                             |           |
| 2012 | Trái tim xám hối                                | Dài tập              | Quốc Hùng                   |           |
| 2013 | Thạch Lan                                       | Dài tập              |                             |           |
| 2014 | Gỡ rối tơ lòng                                  | Dài tập              |                             |           |
| 2014 | Độc thân tuổi 30                                | Dài tập              |                             |           |
| 2020 | Pháo đài Tức Dụp                                | Điện ảnh truyền hình |                             |           |
|      | Biển gọi tên anh                                |                      |                             |           |
|      | Tất cả những dòng song đều chảy                 |                      |                             |           |

## Giải thưởng
| Năm  | Giải thưởng                        | Tác phẩm         | Kết quả                  | Chú thích |
| ---- | ---------------------------------- | ---------------- | ------------------------ | --------- |
| 2001 | Liên hoan phim Việt Nam lần thứ 13 | Giã từ cát bụi   | Giải đặc biệt của BGK    | [ 1 ]     |
|      | Giải thưởng của Bộ công an         | Giã từ cát bụi   | Đoạt giải                | [ 1 ]     |
| 2023 | Giải Cánh diều 2002                | Cây huê xà       | Cánh diều Bạc            | [ 12 ]    |
| 2012 | Hội Điện ảnh Thành phố Hồ Chí Minh | Dương cầm        | Tác phẩm xuất sắc        | [ 13 ]    |
| 2014 | Giải Mai Vàng lần thứ 20           | Độc thân tuổi 30 | Phim được yêu thích nhất |           |
| 2023 | Hội Điện ảnh Thành phố Hồ Chí Minh | Phơi sáng        | Giải C                   | [ 14 ]    |